# Municipio de Ord (condado de Valley)
El municipio de Ord (en inglés: Ord Township) es un municipio ubicado en el condado de Valley en el estado estadounidense de Nebraska. En el año 2010 tenía una población de 2487 habitantes y una densidad poblacional de 26,94 personas por km².

## Geografía
El municipio de Ord se encuentra ubicado en las coordenadas 41°37′30″N 98°56′6″O / 41.62500, -98.93500. Según la Oficina del Censo de los Estados Unidos, el municipio tiene una superficie total de 92.33 km², de la cual 91,16 km² corresponden a tierra firme y (1,27 %) 1,17 km² es agua.

## Demografía
Según el censo de 2010, había 2487 personas residiendo en el municipio de Ord. La densidad de población era de 26,94 hab./km². De los 2487 habitantes, el municipio de Ord estaba compuesto por el 96,66 % blancos, el 0,24 % eran afroamericanos, el 0,16 % eran amerindios, el 0,36 % eran asiáticos, el 1,85 % eran de otras razas y el 0,72 % eran de una mezcla de razas. Del total de la población el 2,41 % eran hispanos o latinos de cualquier raza.